# Aristide Briand
(Louise Weiss, Presidente decano del Parlamento europeo, allocuzione introduttiva della seduta tenutasi a Strasburgo il 17 luglio 1979, p. 31)
Aristide Briand (Nantes, 28 marzo 1862 – Parigi, 7 marzo 1932) è stato un politico e diplomatico francese.
Promotore e patrono degli Stati Uniti d'Europa, il suo impegno per la pace lo rese uno dei personaggi politici più amati della sua epoca.

## Biografia

### Le origini
Briand nacque a Nantes, un porto della Francia occidentale. I suoi genitori gestivano nella Rue du Marchix, nel quartiere del porto, un piccolo e modesto locale chiamato Croix Verte (Croce Verde). Gli avventori erano soprattutto marinai e lavoratori portuali. All'età di due anni, "Ary" (così era soprannominato) si trasferì con la famiglia a Saint-Nazaire, una città portuale nei Paesi della Loira. Qui suo padre aprì dapprima uno spaccio di vini e liquori, quindi un café chantant, un piccolo locale con accompagnamento musicale. Anche in questo locale la clientela era gente di mare, che qui veniva a cercare le ragazze della città.
Briand frequentò la scuola superiore cittadina di Saint-Nazaire: non era uno scolaro molto diligente e talvolta disturbava la lezione con piccoli scherzi; tuttavia i suoi insegnanti si accorsero presto della sua straordinaria intelligenza, della prontezza di spirito e della perspicacia.
Rimase sempre celibe; come compagna ebbe anche, per un certo tempo, la psicoanalista Marie Bonaparte, discepola di Freud.

### La carriera politica
Dopo aver conseguito la laurea in giurisprudenza, divenne un brillante avvocato apprezzato per l'eloquenza e la competenza e si avvicinò agli ideali socialisti.
Briand si iscrisse al partito socialista e scrisse per molti giornali di sinistra, come ad esempio il quotidiano anarchico Le Peuple. Dopo vari tentativi, divenne deputato socialista nel 1902 e fu segretario del Partito socialista francese dal 1901 al 1904. Nel 1904 fondò, insieme a Jean Jaurès, il giornale l'Humanité, tutt'oggi esistente.
Entrato in Parlamento, si batté per l'eliminazione dell'ora di religione e per la separazione tra Stato e Chiesa. Nel 1905 difese e riuscì a fare approvare tali provvedimenti quale relatore della competente commissione parlamentare contro la forte resistenza delle destre e della Chiesa cattolica. Briand si spese anche ripetutamente per un'alleanza fra i socialisti e i radical-socialisti di estrazione borghese. Nel 1906 accettò l'offerta del radical-socialista Ferdinand Sarrien e divenne Ministro dell'educazione. A causa di questa sua scelta fu espulso dal Partito socialista francese; fondò allora un proprio partito, i "Socialisti Repubblicani", i quali perseguirono una linea non marxista. Rimase Ministro dell'educazione fino al 1909 e diede quindi applicazione alla nuova legislazione coerente alla separazione fra Stato e Chiesa. Grazie alla propria abilità diplomatica riuscì a trovare un compromesso con il Vaticano.
Nel 1910 divenne presidente del Consiglio e, in tale veste, ordinò la repressione dello sciopero dei ferrovieri. Il 17 ottobre 1910, Aristide Briand aveva dichiarato lo sciopero una "rivolta" e quindi ordinato una violenta repressione governativa con l'intervento dell'esercito e la militarizzazione dei ferrovieri, l'arresto di decine di capi dello sciopero e di attivisti socialisti. Subito dopo ordinò l'arresto di sostenitori di uno sciopero nella sede de l'Humanité, lo stesso giornale che aveva contribuito a fondare. Il giorno dopo la fine dello sciopero, Briand ordinò una carica della polizia contro una folla di lavoratori, che era appena stata a un comizio di Jaurès.
Briand fu ampiamente elogiato nei circoli della borghesia per la sua "evoluzione". Il New York Times lo definì "un vero patriota".
Durante la prima guerra mondiale si dimostrò un efficace Presidente del Consiglio, in particolare in occasione della battaglia di Verdun, per la propria capacità a fare fronte anche alle situazioni più difficili. Ma è in particolare nel dopoguerra che egli divenne, insieme al rivale Raymond Poincaré, una delle figure chiave della Terza Repubblica. I suoi incarichi di governo, in qualità di Ministro degli esteri e di Presidente del Consiglio, durarono complessivamente sedici anni e cinque mesi.

### La lotta per la pace
Fu in effetti presidente del Consiglio a più riprese. Ma fu soprattutto grazie al ruolo svolto quale Ministro degli esteri che egli deve la sua fama. Dopo il primo conflitto mondiale, Briand era, infatti, fra i sostenitori della Società delle Nazioni e di un sistema che garantisse la pace. Nel 1922 si dimise, in quanto in contrasto con le dure condizioni di pace che il trattato di Versailles impose alla Germania, nel 1925 fu l'architetto del patto di Locarno e nel 1928 del patto Briand-Kellogg, che promosse insieme al Segretario di Stato americano Frank Kellogg. Tale convenzione internazionale avrebbe dovuto bandire la guerra quale mezzo di risoluzione delle vertenze internazionali.

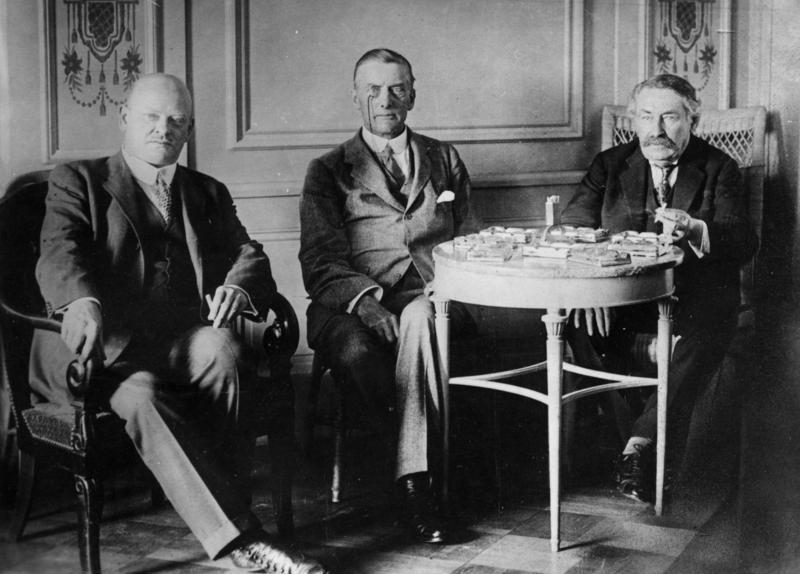
Gustav Stresemann, Austen Chamberlain e Aristide Briand a Locarno nel 1925

Per questa sua attività ricevette nel 1926, insieme al ministro degli affari esteri tedesco Gustav Stresemann (come lui membro della Massoneria) il Premio Nobel per la pace. Briand può essere considerato un precursore del progetto dell'integrazione europea: infatti, il 5 settembre 1929, pronunciò un discorso innanzi all'assemblea della Società delle Nazioni in cui prefigurava un'unificazione europea (all'epoca chiamata Paneuropa). L'assemblea gli diede mandato per presentare un memorandum per l'organizzazione di Unione Federale Europea che non avrebbe tuttavia mai visto la luce. Esercitò per molti anni la presidenza onoraria dell'Unione Paneuropea.
Negli anni trenta l'avvento del nazismo fece crollare i sogni di un'Europa riunificata. Fino all'ultimo Briand mantenne le proprie posizioni pacifiste. Morì a Parigi il 7 marzo 1932. Le sue ceneri riposano nel piccolo cimitero di Cocherel, di fronte a un paesaggio che amava particolarmente.

## Elenco dei governi Briand

### Primo governo Briand, 24 luglio 1909 - 3 novembre 1910
- Aristide Briand - Presidente del Consiglio e Ministro dell'Interno
- Stéphen Pichon - Ministro degli Esteri
- Jean Brun - Ministro della Guerra
- Georges Cochery - Ministro delle Finanze
- René Viviani - Ministro del Lavoro e della Previdenza e Sicurezza sociale
- Louis Barthou - Ministro della Giustizia
- Auguste Boué de Lapeyrère - Ministro della Marina
- Gaston Doumergue - Ministro della Pubblica istruzione e delle Belle arti
- Joseph Ruau - Ministro dell'Agricoltura
- Georges Trouillot - Ministro delle Colonie
- Alexandre Millerand - Ministro dei Lavori Pubblici, Poste e Telegrafi
- Jean Dupuy - Ministro del Commercio e dell'Industria

### Secondo governo Briand, 3 novembre 1910 - 2 marzo 1911
- Aristide Briand - Presidente del Consiglio e Ministro dell'Interno
- Stéphen Pichon - Ministro degli Esteri
- Jean Brun - Ministro della Guerra
- Louis Lucien Klotz - Ministro delle Finanze
- Louis Lafferre - Ministro del Lavoro e della Previdenza sociale
- Théodore Girard - Ministro della Giustizia
- Auguste Boué de Lapeyrère - Ministro della Marina
- Maurice Faure - Ministro della Pubblica istruzione e delle Belle arti
- Maurice Raynaud - Ministro dell'Agricoltura
- Jean Morel - Ministro delle Colonie
- Louis Puech - Ministro dei Lavori Pubblici, Poste e Telegrafi
- Jean Dupuy - Ministro del Commercio e dell'Industria
- Sostituzioni
  - 23 febbraio 1911 - Briand succede a Brun come Ministro della Guerra ad interim.

### Terzo governo Briand, 21 gennaio - 22 marzo 1913
- Aristide Briand - Presidente del Consiglio e Ministro dell'Interno
- Charles Jonnart - Ministro degli Esteri
- Eugène Étienne - Ministro della Guerra
- Louis Lucien Klotz - Ministro delle Finanze
- René Besnard - Ministro del Lavoro e della Previdenza sociale
- Louis Barthou - Ministro della Giustizia
- Pierre Baudin - Ministro della Marina
- Théodore Steeg - Ministro della Pubblica istruzione e delle Belle arti
- Fernand David - Ministro dell'Agricoltura
- Jean Morel - Ministro delle Colonie
- Jean Dupuy - Ministro dei Lavori Pubblici, Poste e Telegrafi
- Gabriel Guist'hau - Ministro del Commercio e dell'Industria

### Quarto governo Briand, 29 ottobre 1915 - 12 dicembre 1916
- Aristide Briand - Presidente del Consiglio e Ministro degli Esteri
- Joseph Simon Gallieni - Ministro della Guerra
- Louis Malvy - Ministro degli Interni
- Alexandre Ribot - Ministro delle Finanze
- Albert Métin - Ministro del Lavoro e della Previdenza sociale
- René Viviani - Ministro della Giustizia
- Lucien Lacaze - Ministro della Marina
- Paul Painlevé - Ministro della Pubblica istruzione e delle Belle arti
- Jules Méline - Ministro dell'Agricoltura
- Gaston Doumergue - Ministro delle Colonie
- Marcel Sembat - Ministro dei Lavori Pubblici
- Étienne Clémentel - Ministro del Commercio, dell'Industria, di Poste e telegrafi
- Léon Bourgeois - Ministro di Stato
- Denys Cochin - Ministro di Stato
- Émile Combes - Ministro di Stato
- Charles de Freycinet - Ministro di Stato
- Jules Guesde - Ministro di Stato
- Sostituzioni:
  - 15 novembre 1915 - Paul Painlevé diventa Ministro delle Invenzioni per la Difesa Nazionale, oltre ad essere Ministro della Pubblica istruzione e delle Belle arti.
  - 16 marzo 1916 - Pierre Auguste Roques succede a Galliéni come Ministro della Guerra.

### Quinto governo Briand, 12 dicembre 1916 - 20 marzo 1917
- Aristide Briand - Presidente del Consiglio e Ministro degli Esteri
- Hubert Lyautey - Ministro della Guerra
- Albert Thomas - Ministro degli Armamenti e della Produzione bellica
- Louis Malvy - Ministro degli Interni
- Alexandre Ribot - Ministro delle Finanze
- Étienne Clémentel - Ministro del Commercio, Industria, Lavoro, Previdenza sociale, Agricoltura, Poste e Telegrafi
- René Viviani - Ministro della Giustizia, della Pubblica istruzione e delle Belle arti
- Lucien Lacaze - Ministro della Marina
- Édouard Herriot - Ministro degli Approvvigionamenti, dei Lavori pubblici e dei Trasporti
- Gaston Doumergue - Ministro delle Colonie
- Sostituzioni:
  - 15 marzo 1917 - Lucien Lacaze succede a Lyautey come Ministro della Guerra ad interim.

### Sesto governo Briand, 16 gennaio 1921 - 15 gennaio 1922
- Aristide Briand - Presidente del Consiglio e Ministro degli Esteri
- Louis Barthou - Ministro della Guerra
- Pierre Marraud - Ministro degli Interni
- Paul Doumer - Ministro delle Finanze
- Charles Daniel-Vincent - Ministro del Lavoro
- Laurent Bonnevay - Ministro della Giustizia
- Gabriel Guist'hau - Ministro della Marina
- Léon Bérard - Ministro della Pubblica istruzione e delle Belle arti
- André Maginot - Ministro delle Pensioni di Guerra, dei Sussidi e delle Indennità
- Edmond Lefebvre du Prey - Ministro dell'Agricoltura
- Albert Sarraut - Ministro delle Colonie
- Yves Le Trocquer - Ministro dei Lavori Pubblici
- Georges Leredu - Ministro dell'Igiene, Previdenza e Sicurezza sociale
- Lucien Dior - Ministro del Commercio e dell'Industria
- Louis Loucheur - Ministro delle Regioni liberate

### Settimo governo Briand, 28 novembre 1925 - 9 marzo 1926
- Aristide Briand - Presidente del Consiglio e Ministro degli Esteri
- Paul Painlevé - Ministro della Guerra
- Camille Chautemps - Ministro degli Interni
- Louis Loucheur - Ministro delle Finanze
- Antoine Durafour - Ministro del Lavoro, Igiene, Previdenza e Sicurezza sociale
- René Renoult - Ministro della Giustizia
- Georges Leygues - Ministro della Marina
- Édouard Daladier - Ministro della Pubblica istruzione e delle Belle arti
- Paul Jourdain - Ministro delle Pensioni
- Jean Durand - Ministro dell'Agricoltura
- Léon Perrier - Ministro delle Colonie
- Anatole de Monzie - Ministro dei Lavori Pubblici
- Charles Daniel-Vincent - Ministro del Commercio e dell'Industria
- Sostituzioni:
  - 16 dicembre 1925 - Paul Doumer succede a Loucheur come Ministro delle Finanze.

### Ottavo governo Briand, 9 marzo - 23 giugno 1926
- Aristide Briand - Presidente del Consiglio e Ministro degli Esteri
- Paul Painlevé - Ministro della Guerra
- Louis Malvy - Ministro degli Interni
- Raoul Péret - Ministro delle Finanze
- Antoine Durafour - Ministro del Lavoro, Igiene, Previdenza e Sicurezza sociale
- Pierre Laval - Ministro della Giustizia
- Georges Leygues - Ministro della Marina
- Lucien Lamoureux - Ministro della Pubblica istruzione e delle Belle arti
- Paul Jourdain - Ministro delle Pensioni
- Jean Durand - Ministro dell'Agricoltura
- Léon Perrier - Ministro delle Colonie
- Anatole de Monzie - Ministro dei Lavori Pubblici
- Charles Daniel-Vincent - Ministro del Commercio e dell'Industria
- Sostituzioni:
  - 10 aprile 1926 - Jean Durand succede a Malvy come Ministro dell'Interno. François Binet succede a Durand come Ministro dell'Agricoltura.

### Nono governo Briand, 23 giugno - 19 luglio 1926
- Aristide Briand - Presidente del Consiglio e Ministro degli Esteri
- Louis Guillaumat - Ministro della Guerra
- Jean Durand - Ministro degli Interni
- Joseph Caillaux - Ministro delle Finanze
- Antoine Durafour - Ministro del Lavoro, Igiene, Previdenza e Sicurezza sociale
- Pierre Laval - Ministro della Giustizia
- Georges Leygues - Ministro della Marina
- Bertrand Nogaro - Ministro della Pubblica istruzione e delle Belle arti
- Paul Jourdain - Ministro delle Pensioni
- François Binet - Ministro dell'Agricoltura
- Léon Perrier - Ministro delle Colonie
- Charles Daniel-Vincent - Ministro dei Lavori Pubblici
- Fernand Chapsal - Ministro del Commercio e dell'Industria

### Decimo governo Briand, 29 luglio - 3 novembre 1929
- Aristide Briand - Presidente del Consiglio e Ministro degli Esteri
- Paul Painlevé - Ministro della Guerra
- André Tardieu - Ministro degli Interni
- Henry Chéron - Ministro delle Finanze
- Louis Loucheur - Ministro del Lavoro, Igiene, Previdenza e Sicurezza sociale
- Louis Barthou - Ministro della Giustizia
- Georges Leygues - Ministro della Marina
- Laurent Eynac - Ministro dell'Aria
- Pierre Marraud - Ministro della Pubblica istruzione e delle Belle arti
- Louis Antériou - Ministro delle Pensioni
- Jean Hennessy - Ministro dell'Agricoltura
- André Maginot - Ministro delle Colonie
- Pierre Forgeot - Ministro dei Lavori Pubblici
- Georges Bonnefous - Ministro del Commercio e dell'Industria